# Marek Dutkowski
Marek Dutkowski (ur. 1954) – polski geograf, doktor habilitowany nauk o Ziemi, profesor zwyczajny Instytutu Gospodarki Przestrzennej i Geografii Społeczno-Ekonomicznej Uniwersytetu Szczecińskiego.

## Życiorys
Obronił pracę doktorską, 30 września 1996 habilitował się na podstawie pracy zatytułowanej Konflikt w gospodarowaniu dobrami środowiskowymi. 14 czerwca 2005 nadano mu tytuł profesora w zakresie nauk o Ziemi. Został zatrudniony na stanowisku profesora w Katedrze Europeistyki Zachodniopomorskiej Szkole Biznesu na Wydziale Nauk Społecznych, kierownika Instytutu Geografii, Katedry Geografii Rozwoju Regionalnego Wydziału Biologii, Geografii i Oceanologii Uniwersytetu Gdańskiego, Katedry Badań Miast i Regionów Wydziału Nauk o Ziemi Uniwersytetu Szczecińskiego oraz Katedry Europeistyki Zachodniopomorskiej Szkoły Biznesu Wydziału Nauk Społecznych.
Był dyrektorem Instytutu Geografii Społeczno-Ekonomicznej i Gospodarki Przestrzennej, dziekanem i prodziekanem na Wydziale Nauk o Ziemi Uniwersytetu Szczecińskiego, a także członkiem zarządu w Instytucie Badań nad Gospodarką Rynkową.
Został wybrany na członka Komitetu Nauk Geograficznych i Komitetu Przestrzennego Zagospodarowania Kraju Polskiej Akademii Nauk.